# A2 Racer
A2 Racer is een computerspel, ontwikkeld door het Nederlandse softwarebedrijf Davilex Games. In dit spel was het de bedoeling om zo snel mogelijk over de A2 van Maastricht naar Amsterdam te rijden.
Naast de A2 Racer-serie ontwikkelde Davilex Games ook enkele andere racespellen met hetzelfde concept, zoals Grachtenracer en Vakantie Racer.

## Geschiedenis en ontwikkeling
Na de ontwikkeling van de kinderserie RedCat besloot Davilex Games om een spel in een andere richting te maken. Daar hun formule Nederlandse software was, werd besloten het spel zich in Nederland te laten afspelen. Uiteindelijk werd gekozen voor een racespel. Uitgangspunt werd de A2, waar destijds frequent files op waren. Het concept was om over de A2 te racen en alles in te halen.
In Duitsland werd het spel als Autobahn Raser uitgebracht, in Frankrijk als Paris-Marseille Race en in het Verenigd Koninkrijk als London Racer. Davilex Games riep hier de hulp in van lokale gameontwikkelaars om de inhoud te ontwikkelen.

## Internationale versies
Het spel werd elders onder andere namen uitgegeven.

### Amerika
- US Racer

### Nederland
- A2 Racer (1997)
- A2 Racer 2 (1998)
- A2 Racer III - Europa Tour (1999)
- Vakantie Racer (2000)
- A2 Racer IV: De Politie slaat terug (2000)
- Europe Racer (2001)
- A2 Racer Goes USA! (2002)
- A2 Racer: World Challenge (2003)
- A2 Racer: Police Madness (2005)
- A2 Racer: Destruction Madness (2005)

### Verenigd Koninkrijk
- M25 Racer (London Racer)
- London Racer II
- London Racer: World Challenge
- London Racer: Police Madness
- London Racer: Destruction Madness

### Duitsland
- Autobahn Raser I
- Autobahn Raser II
- Autobahn Raser III
- Autobahn Raser IV
- Europe Racing
- USA Racer
- Autobahn Raser - World Challenge
- Autobahn Raser - Das Spiel zum Film
- Autobahn Raser - Police Madness
- Autobahn Raser - Destruction Madness

### Frankrijk
- Paris - Marseille Racing
- Paris - Marseille Racing 2
- Paris - Marseille Racing: Edition Tour du Monde
- Paris - Marseille Racing: Police Madness